# Portada/article març 22

## Metabolisme
El metabolisme és el conjunt de reaccions químiques que tenen lloc dins un organisme per mantenir-lo amb vida. Aquests processos permeten als organismes créixer i reproduir-se, mantenir les seves estructures i respondre al medi. El metabolisme se sol subdividir en dues categories: el catabolisme, que descompon matèria orgànica, per exemple, per extreure energia en la respiració cel·lular, i, d'altra banda, l'anabolisme, que utilitza energia per construir components de les cèl·lules com ara proteïnes i àcids nucleics. Aquesta energia lligada al metabolisme és l'energia endosomàtica.
Les reaccions químiques del metabolisme s'organitzen en rutes metabòliques, en què una substància química és transformada en una altra per una seqüència d'enzims. Els enzims són crucials per al metabolisme, ja que permeten que els organismes duguin a terme reaccions desitjables, però termodinàmicament desfavorables, acoblades a reaccions favorables. Els enzims també permeten la regulació de les rutes metabòliques en resposta a canvis en el medi de la cèl·lula o a senyals d'altres cèl·lules.